# Waterloo Hawks

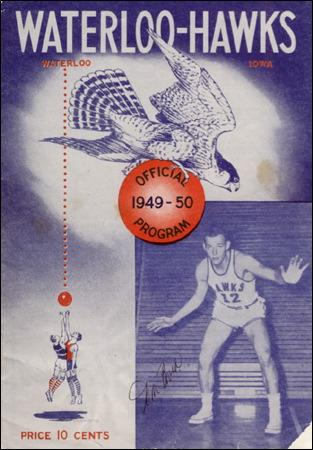
Waterloo Hawks

Waterloo Hawks, som bildades 1948 och upplöstes 1951, var ett National Basketball League (NBL) och National Basketball Association (NBA) baserat lag från Waterloo i Iowa.
Waterloo Hawks spelade säsongen 1948/1949 i National Basketball League. När National Basketball League slogs ihop med den rivaliserande basketligan Basketball Association of America (BBA) 1949, och bildade National Basketball Association, var Waterloo Hawks ett av sex lag från NBL som var med och la grunderna till NBA. 1949/1950-års säsong, första och sista i NBA för Hawks, slutade laget på femte plats av sex lag i Western Division. 1950-1951 flyttade Hawks till National Professional Basketball League (NPBL) där laget bara spelade en säsong innan laget upplöstes.
Waterloo Hawks är det enda idrottslaget från Iowa som någonsin spelat i någon av de fyra stora ligorna i Nordamerika.